# Густав Вікгейм
Густав Мендоса Вікгейм (норв. Gustav Mendonça Wikheim, нар. 18 березня 1993, Драммен, Норвегія) — норвезький футболіст, вінгер шведського клубу «Юргорден».

## Клубна кар'єра
Густав Вікгейм народився у місті Драммен і є вихованцем місцевого клубу «Стремсгодсет». 10 квітня 2011 року Густав зіграв свій перший матч в основі в рамках турніру Тіппеліги. З того часу він все більше почав залучатися до першої команди. А з 2014 року вважався міцним гравцем основи.
На початку 2016 року футболіст перейшов до бельгійського «Гента». Сума трансферу складала 1,6 млн євро. Але в основі бельгійського клубу Вікгейм провів лише два матчі і новий сезон розпочав в оренду у данському «Мідтьюлланні». За рік після завршення терміну оренди футболіст підписав з клубом контракт на повноцінній основі. За два сезони в Данії Вікгейм виграв чемпіонат та національний Кубок.
З 1 вересня 2019 року Вікгейм приєднався до саудівського клубу «Аль-Фатех», де провів наступні два з половиною сезони. У січні 2022 року футболіст повернувся до Європи і як вільний агент став гравцем шведського «Юргордена».

## Збірна
З 2013 року Густав Вікгейм виступав у складі молодіжної збірної Норвегії.

## Досягнення
Стремсгодсет
 Чемпіон Норвегії: 2013
Мідтьюлланн
 Чемпіон Данії: 2017/18
 Переможець Кубка Данії: 2018/19

## Особисте життя
Густав Вікгейм має бразильське коріння по лінії матері.